# Jennyfer Star
Jennyfer Star Nordin, född 19 maj 1981, är en svensk sångerska, musiker och låtskrivare som senast var aktiv i bandet Jennyfer Star & The Cluster Bombs. Hon startade grunge/punk/glam bandet Starlet Suicide 2004 men våren 2007 valde hon att gå sin egen väg och satsa på en solokarriär. Tidigare har hon spelat i band som Magick Psycho Shock, Miss Cocaine och Swindle-A-Go-Go. Hon är inspirerad av bland annat Joan Jett, Courtney Love och Brody Dalle.
Jennyfer Star startade fanzinet Cherryfuck 2003 tillsammans med väninnan Candy Dollheart. Tidningen lades ner 2007.
Senare utbildad journalist och startade 2011 en ny, seriösare, nättidning vid namn Hey Sugar Magazine. Den riktar sig till alternativa tjejer. Sajten lades ner 2014.

## Diskografi
- Jennyfer Star & The Cluster Bombs 3-track EP (Jennyfer Star & The Cluster Bombs 2010)
- A Trace of Love and Tears (Jennyfer Star, 2009)
- On My Own (Jennyfer Star, 2007)
- Makin All The Noize (Starlet Suicide, 2006)
- Out Of Your League (Starlet Suicide, 2005)
- Broken Doll (Starlet Suicide, 2004)
- Cherryfuck Compilation cd vol. 1 (2003)
- The Glamurder Traxx (Swindle-A-Go-Go, 2003)
- Sthlm Rock City D.I.Y (Swindle-A-Go-Go, 2003)
- Where The Bad Boys Rock... The Rock Invasion Continues (2003)
- The Re-Hab-E-Lula Stories (Swindle-A-Go-Go, 2002)